# 昌璟翔
昌璟翔（1987年5月23日—），藝名阿達，台灣高雄人，私立實踐大學財金系畢業。
從電視節目《大學生了沒》出道，在音樂上創作過許多擁有千萬點擊率的歌曲，與李伯恩搭擋組成「自由發揮」，並入圍第22屆金曲獎『最佳音樂錄影帶獎』、第23屆金曲獎『最佳演唱組合獎』以及第50屆金馬獎『最佳原創電影歌曲』。2017年發行個人首張專輯「最中二代目」。阿達同時也主持三立『愛玩客』多年，擁有豐富外景經歷與演出經驗。
2022年，阿達買下西蘭公國男爵爵位，並成為瘦子E.SO騎士團的成員。

## 個人生活
2013年阿達和Lulu共同主持《愛玩客》，逐渐冒出爱的火花，经历“共锅”、同遊日本迪士尼、十指紧扣、Lulu住院阿达探望等事件，两人认为彼此是可以结婚的对象。后来Lulu事业起飞，两人聚少离多，虽然2019年4月仍去沖繩慶祝女方生日，但最终于6月分手。双方彼此祝福。。

## 音樂作品

### 自由發揮時期

#### 專輯
- 2010年11月5日《自由發揮》
- 2011年12月16日《電影原聲帶》
- 2013年3月15日《跨出界》
- 2015年10月16日《超KIANG》

### 個人時期

#### 專輯
- 2017年6月13日《最中二代目》
- 2020年11月27日《這波操作666》

#### 單曲
- 2016年 李洛洋《GA MY GA》
- 2017年 阿達《IWALKER》
- 2017年 頑Game《究極男人趴》feat.口一口
- 2018年 呂士軒《撒小朋友》
- 2018年 賴慈泓《我的寶貝》
- 2018年 阿達《明天的煩惱》feat. 嚴正嵐
- 2018年 《木曜四超玩主題曲》
- 2019年 博恩夜夜秀《房貸少年團》 （页面存档备份，存于）
- 2021年 影子計劃 (ft. A/DA阿達)《潤滑油》

### 音樂錄影帶
- 2009年 大囍門《我穿Nike鞋把妹》
- 2010年 徐佳瑩《喔伊細》
- 2011年 梁文音《一百萬種親吻》
- 2014年 潘瑋柏（feat. 楊丞琳）《打呼》
- 2015年 陳大天《金槍不倒》
- 2016年 Lulu《腿之歌》
- 2016年 玖壹壹《嫁給我吧》
- 2017年 頑Game《究極男人趴》feat 阿達
- 2017年 阿達《IWALKER》
- 2017年 阿達feat.李洛洋《GA MY GA》
- 2017年 阿達feat.Lulu《我說寶貝》
- 2017年 阿達feat.陳大天+阿量《懶》
- 2017年 阿達feat.玖壹壹-春風+楊銘威《大酷哥》
- 2017年 阿達《身體健康》
- 2017年 阿達feat.呂士軒《打我啊笨蛋》
- 2017年 阿達feat.謝和弦《飛行少年》
- 2017年 阿達《上班不要跟我聊夢想》
- 2017年 頑童MJ116《幹大事》
- 2018年 阿達feat. 嚴正嵐《明天的煩惱》
- 2018年 阿達feat.玖壹壹-健志《穿鞋不穿襪》
- 2018年 賴慈泓 ft.阿達《我的寶貝》
- 2018年 滴妹《最好的樣子》
- 2018年 陳漢典《愛情有你》
- 2019年 口一口《吃飯皇上》特別演出：解婕翎、Amanda、Juicy、Aries
- 2020年 異鄉人Outlander《#9鹼單-上班好操》

### 其他
| 年份 | 歌手      | 歌名       | 創作部分                                                    | 備註 |
| ---- | --------- | ---------- | ----------------------------------------------------------- | ---- |
| 2016 | Lulu      | 好喜歡你   | 作詞／作曲                                                  |      |
| 2016 | 李洛洋    | GA MY GA   | 作曲with 海大富／作詞with 海大富／演唱with 高瑩蓁           |      |
| 2017 | Lulu      | 倒楣農場   | 作詞with Lulu黃路梓茵 ／導演                                |      |
| 2018 | 滴妹      | 最好的樣子 | 作曲with 瑞發+米奇林／作詞with 滴妹／導演with DA X 小葉AYEH |      |
| 2021 | 木曜4超玩 | 木曜4超玩  | 作詞／作曲                                                  |      |

## 影視作品

### 電影
- 2012年 《變身》 飾 製片
- 2012年 《阿嬤的夢中情人》 飾 首映會的主持人
- 2015年 《台北夜游團團轉》 飾 金瓜
- 2018年 《新烏龍院》

### 配音
- 2019年 《奇幻遊樂園》 飾 Gus

### 電視劇
- 2016年 《有愛一家人》
- 2017年 《熱血高校》
- 2018年 《半熟少年》飾演 地質學家
- 2019年 《我是顧家男》飾演 沈馬保
- 2020年 《金愛演真探團》飾演 李有維

### 迷你劇集
- 2021年 《清單速配中》飾演 購物男

### 短片
- 2022年《這群人│校園大亂鬥-老師篇》飾地球科學老師

## 主持節目

### 電視
- 2009年：中天娛樂台《娛樂山寨姬》與張珮瑩主持、中視《我猜我猜我猜猜猜》外景
- 2011年：壹電視綜合台《蘋果娛樂新聞》
- 2013年：三立都會台《綜藝大熱門》與吳宗憲、歐漢聲、陳漢典、LULU主持
- 2011年：三立都會台《愛玩客》
- 2013年：MTV《點歌大帝國》
- 2017年：衛視中文台《歌神請上車》與張珮瑩、千田愛紗、陳漢典主持
- 2017年：TVBS歡樂台《星鮮話》與郭靜主持
- 2018年：狼谷育樂台《GAME什麼東西》
- 2020年：狼谷育樂台《GAME什麼東西2.0》
- 2024年：緯來電視網《夜市王》

### 網路
- 2016年：KKBOX《KKBOX華語新歌排行榜》
- 2017年：17直播《17FUN音樂》
- 2018年：MeMe直播《呵Bar》
- 2018年：KKBOX《速爆搶聽會》
- 2018年：三立都會台《完全娛樂》
- 2022年：麥卡貝網路電視《共玩湯》

### 電台
- 2011年：中廣音樂網《i自由》

## 執導作品

### 音樂錄影帶
註：年份以MV首度播出或公開之時間為準。

| 年份 | 歌曲名稱   | 演唱者 | 收錄專輯 | 附註                                  |
| 2017 | 倒楣農場   | Lulu   | -        | 美小鴨                                |
| 2017 | 晨之歌     | Lulu   | -        | 美小鴨                                |
| 2018 | Swag午覺   | 異鄉人 |          |                                       |
| 2018 | 最好的樣子 | 滴妹   | -        | 發行日期：2018.10.27 阿達/蔡凡熙/阿滴 |
| 2018 | 愛情有你   | 陳漢典 |          |                                       |

## 雜誌專欄
- 2014《華流》雜誌
- 2016《壹週刊》男女不壹樣-阿達說[4]

## 獎項
- 2011年榮獲 第五屆 Freshmusic Award『最佳新團體』
- 2011年入圍 第22屆金曲獎『最佳音樂錄影帶獎』／死定了《自由發揮 首張同名專輯》
- 2011年榮獲 MTV封神榜音樂獎『2011MTV年度十大人氣獎』
- 2012年入圍 第23屆金曲獎『最佳演唱組合獎』／《電影原聲帶》
- 2013年榮獲 Hito流行音樂獎－『Hito潛力團體』
- 2013年入圍 第50屆金馬獎『最佳原創電影歌曲』／打電影 【電影：阿嬤的夢中情人】

## 外部連結
- 阿達的Facebook專頁
- 阿達的Instagram帳戶
- YouTube上的阿達頻道